# نيكيتا كوزلوف
نيكيتا كوزلوف هو لاعب كرة قدم روسي في مركز الوسط، ولد في 4 أبريل 1997 في تومسك في روسيا. لعب مع نادي نافتان نوفوبولوتسك.

## وصلات خارجية
- نيكيتا كوزلوف على موقع قاعدة بيانات كرة القدم.إي يو (الإنجليزية)
- نيكيتا كوزلوف على موقع Soccerway.com (الإنجليزية)